# Gemini 4
La Gemini 4 (oficialment Gemini IV) fou un vol espacial tripulat del programa Gemini de la NASA llançat el 3 juny del 1965. Fou el segon vol Gemini tripulat, el desè vol espacial tripulat estatunidenc i el 18è vol espacial de tots els temps (incloent-hi els vols de l'X-15 per sobre de 100 km). Els tripulants foren James McDivitt i Edward White. El moment més destacat de la missió fou el primer passeig espacial d'un estatunidenc, durant el qual White romangué connectat a l'exterior de la nau espacial durant 22 minuts.

## Tripulació

### Tripulació
La tripulació de la Gemini 3 estava composta de dos astronautes, que era el primer cop que sortien a l'espai.
- James McDivitt, comandant de la missió
- Edward White, pilot

### Tripulació de reserva
Hi havia també una tripulació de reserva composta pels següents astronautes:
- Frank Borman, comandant de bord
- James A. Lovell, pilot

### Tripulació de suport
- Virgil I. "Gus" Grissom (Houston CAPCOM)
- Roger B. Chaffee (CAPCOM)
- Eugene Cernan (CAPCOM)

## Paràmetres de la missió
- Massa: 7,880 lliures (3,570 kg)
- Perigeu (inserció): 89.5 milles nàutiques (165.8 km)
- Apogeu (inserció): 158.6 milles nàutiques (293.7 km)
- Període: 88.94 min
- Inclinació: 32.53°
- Perigeu (darrera òrbita): 81 milles nàutiques (150 km)
- Apogeu (darrera òrbita): 125.7 milles nàutiques (232.8 km)

### Passeig espacial
- Ed White - EVA - 3 de juny de 1965
- Obertura d'escotilla: 19:34 UTC
- Inici EVA: 19:46 UTC
- Fi EVA: 20:06 UTC
- Duració: 20 minutes
- Tancament d'escotilla: 20:10 UTC

## Objectius
La Gemini 4 va ser la primera missió tripulada dels Estats Units que va romande diversos dies a l'espai, ja que intentava demostrar que era possible que els éssers humans s'hi poguessin estar períodes prolongats de temps. El vol de quatre dies i 66 òrbites no va sercapaç tanmateix de trebcar el rècors de cinc dies establert per la Vostok 5 dels soviètics el mes de juny de 1963. Els vols Gemini posteriors van ser més llargs, per a demostrar que la resistència humana superava el temps necessari per volar a la Lluna i tornar.
Un segon objectiu era realitzar la primera sortida extra-vehicular nord-americana (EVA), conegut popularment com un "passeig espacial". La Unió Soviètica també s'havia avançat als Estats Units en aquesta cursa, ja que Aleksei Leónov, de la Voskhod 2, ja ho havia fet el març de 1965. Fins a 11 dies abans del llançament previst pel 3 de juny, els diaris informaven que la NASA "encara no havia determinat si White seria o no el primer astronauta americà a exposar-se als elements de l'espai" i que era "que no es prengués cap decisió fins a un o dos dies abans del llançament".
Un tercer objectiu era que la Gemini 4 intentés realitzar la primera trobada espacial, volant en formació amb la segona etapa esgotada del seu vehicle de llançament Titan II-GLV. McDivitt va intentar maniobrar la nau perquè se situés a prop de l'etapa superior del Titan que els havia llançat en òrbita, però no ho va aconseguir.